# Nauscòpia

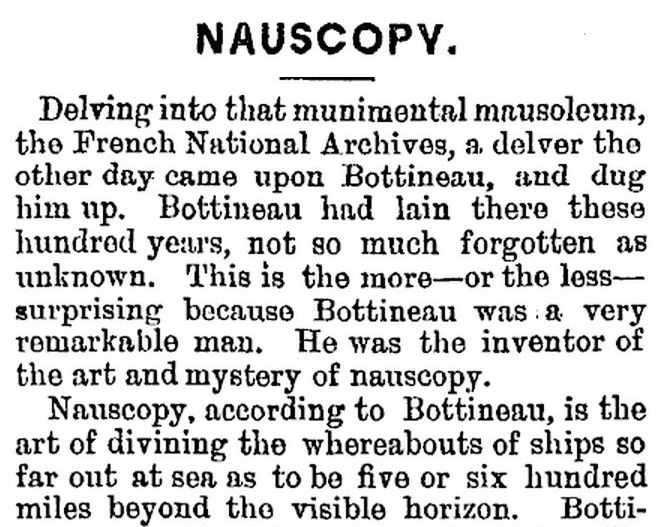
Portada de Star, Issue 5961, 28 August 1897

Nauscòpia és una tècnica que té la suposada capacitat de detectar vaixells llunyans, abans d'entrar dins de l'abast visual, mitjançant l'estudi de certs efectes atmosfèrics. Es basaria en una tècnica semblant a l'emprada pels polinesis per detectar els centenars d'illes de la Polinèsia (de fet hi van arribar i les van poblar), que usaven juntament amb altres tècniques (estels, vents, núvols) els patrons d'interferència de l'aire i del mar causat per les illes i atol·lons, els vents i el clima.

## Descripció
Aquesta tècnica va ser donada a conèixer per Marcel Bottineau que era membre menor del cos d'enginyers navals francesos en la segona meitat del segle xviii. Bottineau es va guanyar un lloc en la història pel seu talent inusual: ser capaç de predir l'aparició de naus lluny de la costa simplement estudiant la línia de l'horitzó.
Aquesta és la descripció que donava del fenomen:
"Tot vaixell produeix "emanacions" en l'oceà. Aquestes emanacions afecten a la transparència de l'atmosfera i produeixen en l'horitzó uns efectes atmosfèrics que poden ser vists i interpretats per aquells que tenen entreno i qualitats per fer-ho "
Bottineau va ser capaç de veure els vaixells a una distància d'entre 300 i 900 milles de la costa, sense que cap telescopi de l'època fos capaç de veure'ls. Abans de ser reclutat pels capitans de la Marina de guerra, aquest enginyer s'havia fet famós entre els mariners perquè passava hores mostrant als navegants d'Illa Maurici, la seva suposada habilitat per vaticinar l'arribada de vaixells. El govern el va posar sota prova i va aconseguir vaticinar en una ocasió tres vaixells francesos i en una altra tres holandesos, 48 hores abans de la seva arribada, encara que sempre va refusar totes les ofertes que li van fer per ensenyar el seu sistema a altres persones.